# Maximilian Seitz (Maler)
Maximilian Seitz (* 19. Juli 1937 in Trostberg; † 15. Januar 2021 in Sauerlach) war ein deutscher Maler und Grafiker.

## Leben und Wirken
Maximilian Seitz wurde im Jahr 1937 als Sohn von Willi und Maria Seitz, geb. Diegruber, im oberbayerischen Trostberg geboren. Zwei Jahre später zog die Familie nach Sauerlach in den damaligen Landkreis Wolfratshausen, da sein Vater an der dortigen Volksschule eine neue Anstellung als Lehrer fand. Nach einer Ausbildung zum Fotografen beschäftigte sich Maximilian Seitz in den Jahren 1955 bis 1960 photographisch insbesondere mit Landschaften und Strukturen.
1959 fasste er bei einem mehrmonatigen Aufenthalt in Paris den Entschluss, sich der Malerei zuzuwenden. Er begann sodann ein Studium der Malerei an der Akademie der Bildenden Künste München bei Jean-Jacques Deyrolle, das er 1966 als Meisterschüler mit Diplom abschloss. Dabei studierte er in einigen Reisen nach Südeuropa und Ägypten die Einflüsse von Licht und Formen auf die Natur. Daraus entstanden abstrakte Werke, die sich sowohl der geometrisch-flächigen „Französischen Schule“ seines Meisters Deyrolle zuordnen lassen als auch starke impressionistische Einflüsse aufweisen.
Zwischen 1980 und 1987 hatte Seitz einen Lehrauftrag für Innenarchitektur an der Technischen Hochschule Rosenheim inne. Im Jahr 1986 wurde er mit dem Schwabinger Kunstpreis, im Jahr 1996 mit dem Nymphenburger Kunstpreis ausgezeichnet. Seine Werke sind regelmäßig in zahlreichen Ausstellungen vertreten, so etwa 1987 auf der documenta 8 in Kassel sowie in Köln, Frankfurt am Main und New York. Zu seinen Sammlern zählen der Gastronom Karl Ederer und die Modedesignerin Susanne Wiebe.
Überdies war Seitz in der Planung und Gestaltung von Innenräumen tätig und entwickelte Installationen sowie Designarbeiten für Objekte und Möbel. Sein Atelier, das er sich mit seinem Neffen Emanuel Seitz teilte, befand sich in München. Im Januar 2021 verstarb Maximilian Seitz im Alter von 83 Jahren beim Brand des Alten Rathauses in Sauerlach, in dem er seit seiner Kindheit lebte. Er ist auf dem Ostfriedhof München beigesetzt.

## Werke (Auswahl)
- Stilleben, 1964, Tempera auf Leinwand, 80 × 100 cm
- Strandgut (Mykonos), Tempera und Pastellkreide auf Leinwand, 1978, 120 × 174 cm
- Herbst, Acker, Raben in Sauerlach, 1979, Tempera auf Leinwand, 174 × 120 cm
- Die blauen Affen von Santorin, 1984, Tempera auf Leinwand, 173 × 120 cm
- Das rote Tuch, 1989, Tempera auf Leinwand, 120 × 174 cm
- Dionysos als Bettler in Madrid, 1989, Tempera auf Leinwand, 174 × 120 cm
- Sumpfgarten, 1991, Tempera auf Leinwand, 120 × 174 cm
- Landschaft, 1991, Tempera auf Leinwand, 174 × 120 cm
- Stiller Garten, 1995, Öl auf Leinwand, 173,5 × 119 cm
- Schwarzer Weiher, 1996, Staupe auf Leinwand, 174 × 120 cm
- Titel, 2009, Tempera auf bedrucktem Stoff, 120 × 120 cm
- Licht im Garten, 2011, Tempera auf Leinwand, 70 × 100 cm
- Garten, 2011, Tempera auf Leinwand, 130 × 101 cm

## Auszeichnungen
- Schwabinger Kunstpreis, München (1986)[8]
- Nymphenburger Kunstpreis, München (1996)[8]